# 山葵
山葵（學名：Eutrema japonicum；日语：／／ wasabi *），音譯為哇沙米 、哇沙比，又稱為山萮菜，是一種屬於十字花科山萮菜屬的綠色植物，味道極其強烈。山葵的辛辣跟辣椒不同，辣椒的辣味刺激舌頭，而山葵的辣味卻刺激鼻竇。山葵常見於日本山谷河流旁邊生長，其他品種包括及；市面上普遍出售的兩種山葵是'Daruma'（達磨）及'Mazuma'（真妻），但山葵還有許多不同品種。因为山葵较为少见與昂貴，一般生意不夠好或主打低廉價位的壽司店也常用味道近似的辣根生产仿制品。
其种加词“japonicum”意为“日本的”。

## 名稱
日語的兩字跟的發音並不對應，為日語熟字訓一例；「山葵」原指種在幽暗山上，葉如錦葵科植物的葉子的植物。日文漢字名於918年首次出現於中，但純為發音用字。
中文有時誤稱山葵為芥末，但其實芥末是由芥菜種子生产的，與山葵無關，只是兩者都是刺激性醬料。
香港也稱山葵為青芥辣，但在日常口語會直接用日語讀音wasabi（粵拼：waa6 saa1 bi4）。

## 食用

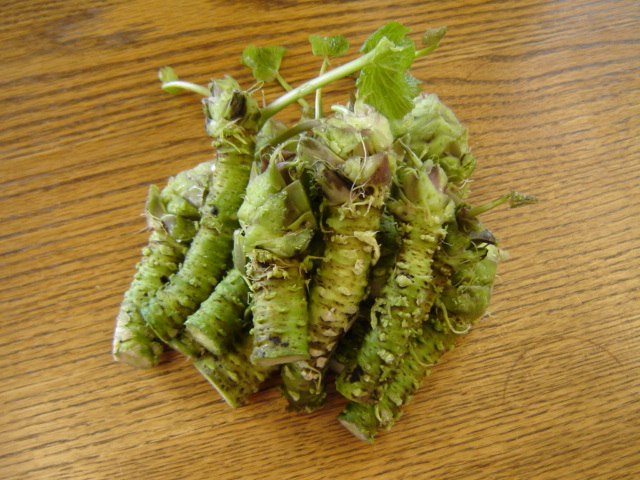
日本的新鲜山葵根

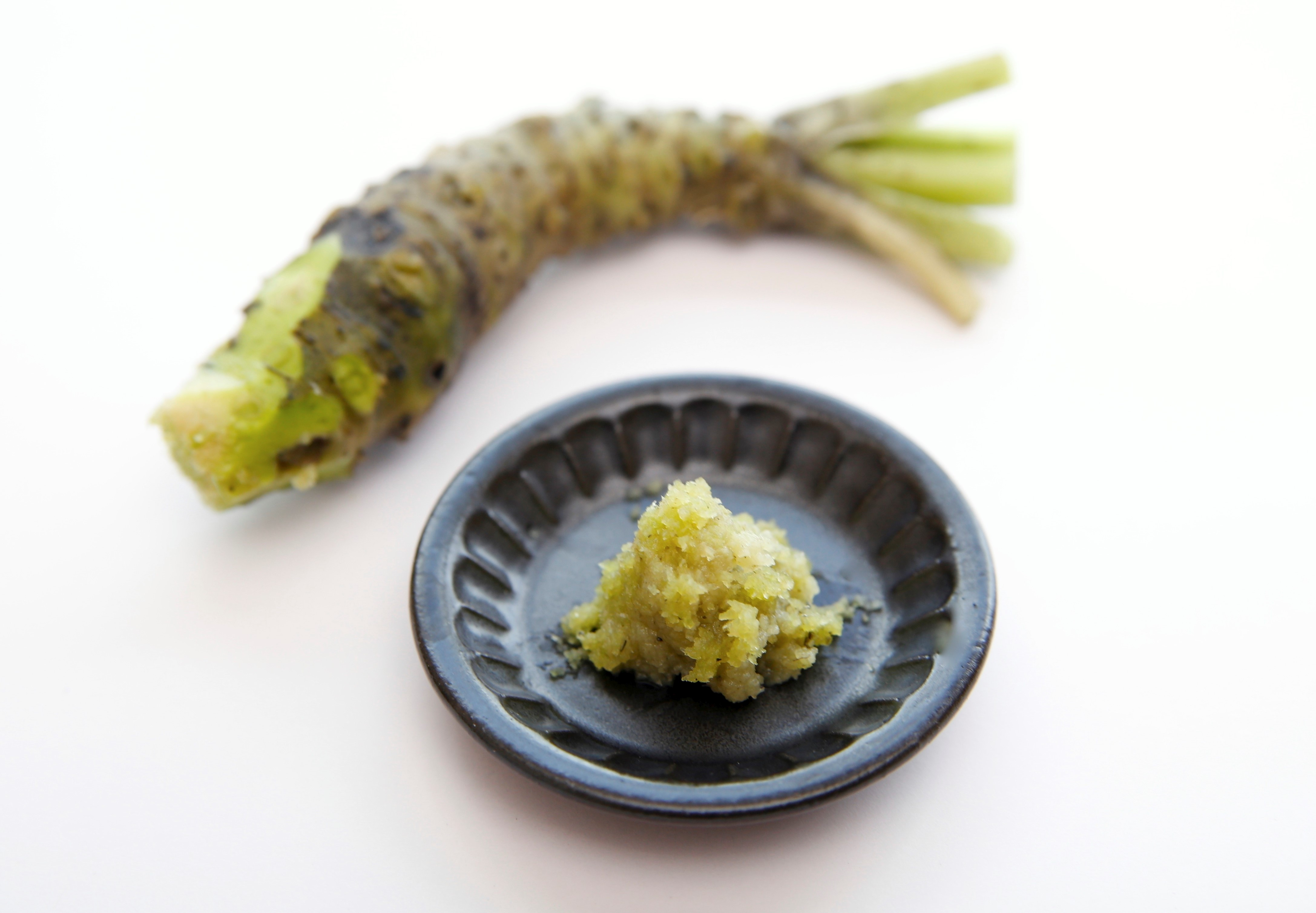
山葵莖需要磨成細泥狀

山葵通常以莖部出售；山葵莖需要磨成細泥狀才能使用，當山葵泥研磨好後需將山葵莖包好，防止氣味揮發跟變質；因此壽司師傅製作壽司時會把山葵放在魚和飯之間。較講究的壽司師傅會在製作壽司時，才會研磨所需的山葵泥，好保持山葵泥清涼的風味跟避免變質。
山葵葉可以食用，也有山葵莖的辣味。山葵葉用鹽醋醬汁醃製過夜後可製成山葵沙拉，也可以用醬油烹煮，作為下飯、下酒的小菜或卷壽司的材料食用，甚至可以蘸上粉漿之後炸成天婦羅。有些壽司店為了不敢吃山葵的客人，會在部分壽司端出前用山葵葉包好，等客人點餐時才端上來達到山葵泥壓制魚腥的相同效果。
市場上銷售的所謂“山葵”，也有糊狀和乾粉產品。糊狀的山葵通常用牙膏筒狀的管子裝載。粉狀的產品有袋裝和罐裝產品，可以用水泡開成糊。但這些產品的大部分是使用類似蘿蔔的十字花科植物辣根（Armoracia rusticana）和綠色食用色素生產的仿製品。部分日本生產的糊狀產品中含有真正的山葵，則包裝上會加以字樣區別，“本わさび使用”（使用真正山葵）是含有50％或以上山葵，“本わさび入り”（加入真正山葵）是含有50％以下的產品。真正的山葵根具有一定的甜味，與這些代用品的味道不同，不過干燥後，味道和香辣味便會消失，因此真正的山葵不適合加工成粉狀產品。在美國或中國幾乎所有壽司店，和日本部分壽司店，都用仿製山葵，因為真正的山葵非常昂貴。

## 用途
山葵糊看起來像風行於美國或墨西哥的鱷梨醬；被人惡作劇或因為不了解日本料理的人，有時會一次吃太多山葵，刺激鼻竇而感到不適，幸好山葵的辣味感比辣椒的辣味感維持較短。山葵可以放在豆腐上吃，或和凉的蕎麥麵一起食用。小量的山葵也適合放在壽司或生魚片上。很多時候人們會把山葵跟醬油混合，才讓食物蘸上；但是山葵的味道於水中會迅速溶解。吃山葵的最好方法是把食物蘸上醬油後，才加上山葵，並要避免山葵與醬油混合。
在2017年，日本研究出山葵含有化學物質Isosaponarin及6-Msitc，竟具有喚醒頭皮裡的毛乳頭細胞（Papilla Cell）的能力。它一旦接觸頭皮，便可刺激頭髮生長。在WST Method測試研究中，這種化學物質的作用類似米諾地爾（Minoxidil，生髮產品中常見的成分），於測試裡所採用的濃度比較，Isosaponarin只需Minoxidil的300份之一，刺激毛乳頭細胞的效果竟能有3倍成效。

## 化學
山葵的獨特味道是由異硫氰酸鹽而來的，包括：
- 6-甲基硫己基異硫氰酸鹽
- 7-甲基硫庚基異硫氰酸鹽
- 8-甲基硫辛基異硫氰酸鹽

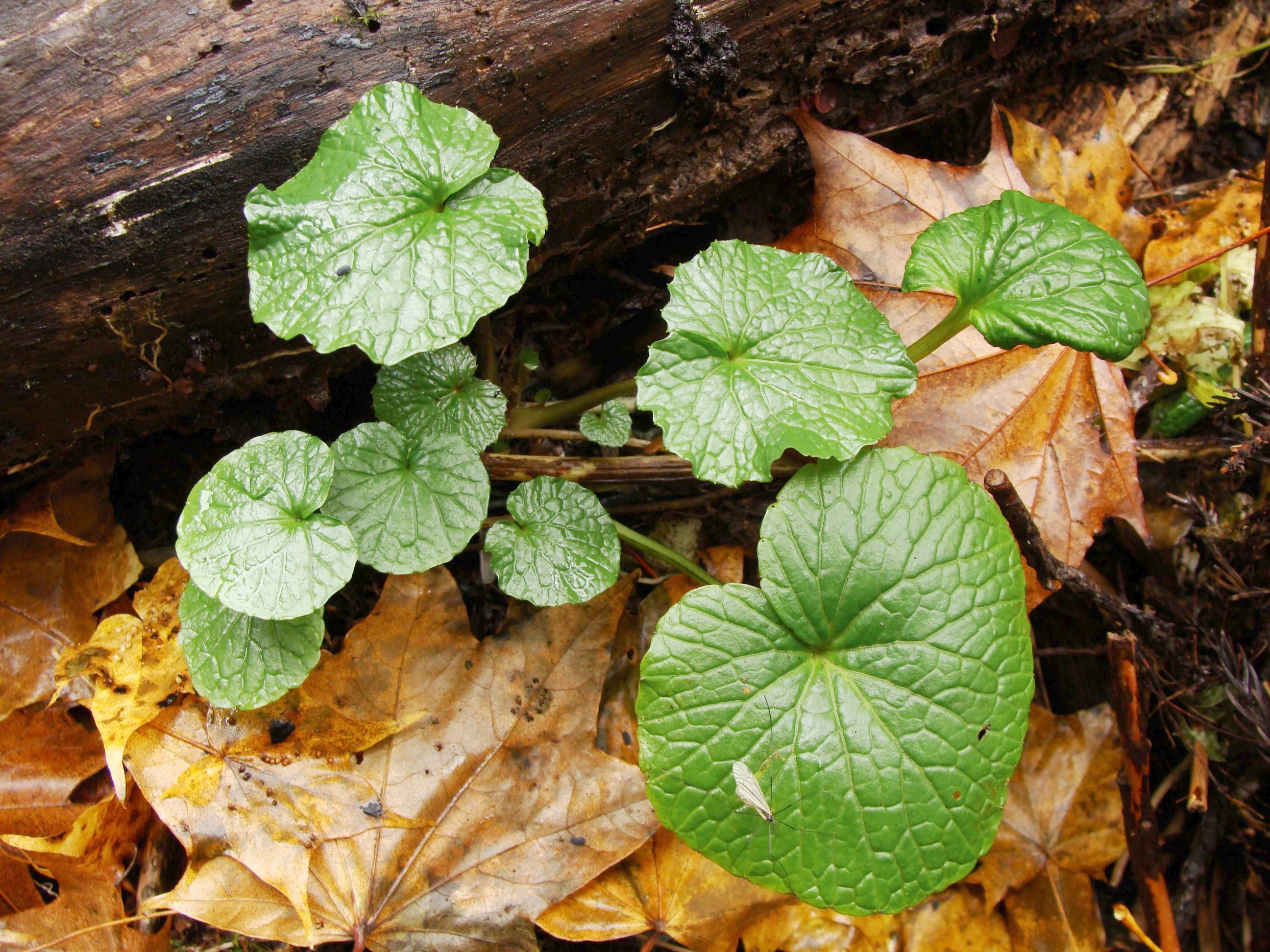
野生山葵

研究發現異硫氰酸鹽能抑制微生物生長。這可能解釋了為什麼容易變壞的海鮮通常佐以山葵來吃。不過如果對海鮮的品質有懷疑，無論是否佐以山葵都不該進食，因為山葵完全不能治療食物中毒。

## 栽培

长野耕种的山葵

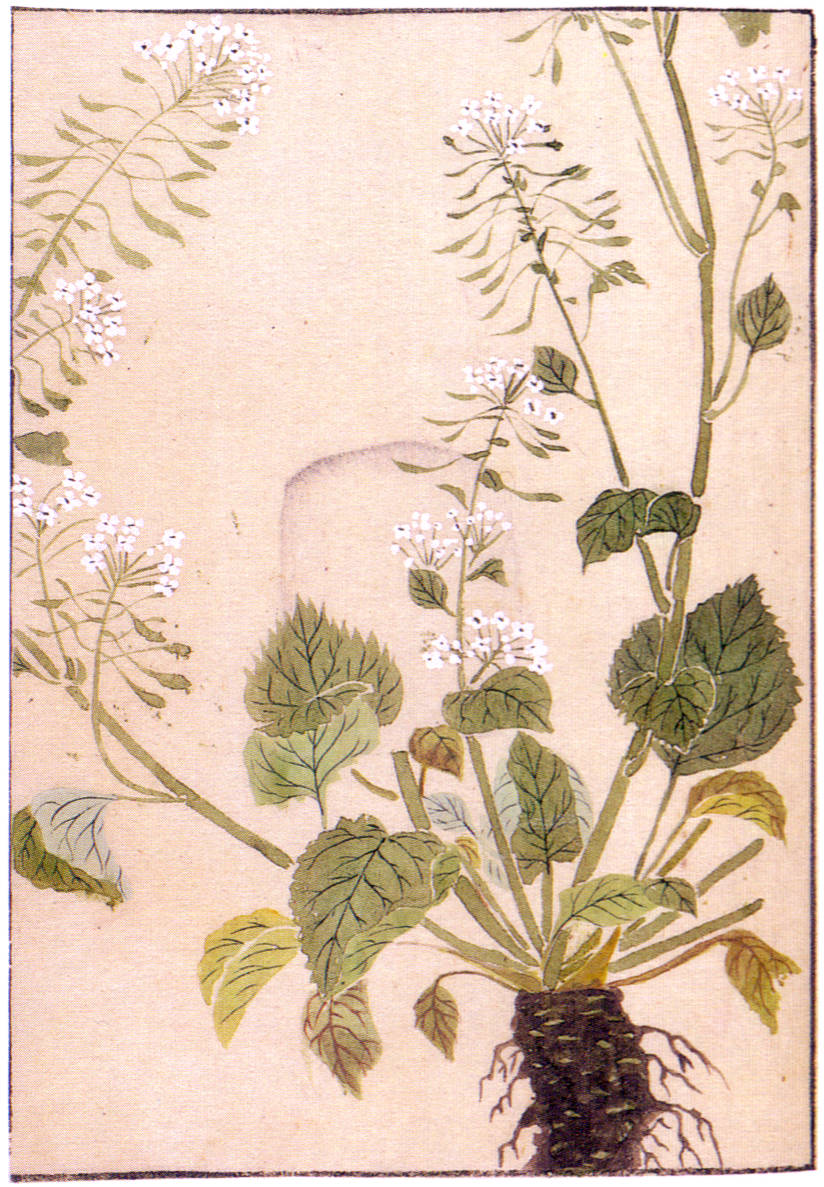
岩崎灌园於1828年绘制的山葵绘图

因為能夠大型栽培山葵的地方並不多，今日大部分加工「山葵」其實只是染成綠色的辣根末，或是辣根末加上山葵末製成。在日本，栽培山葵的地方有：
- 靜岡縣
- 長野縣
- 島根縣
- 山梨縣
- 岩手縣

人工栽培山葵的地方北至北海道，南至九州。真正山葵的需求非常大，日本常需要從以下地方大量進口：
- 美國俄勒岡州
- 中國云南省[5][6]
- 紐西蘭

山葵栽培需要雞糞等肥料及長期流動的水，如果不管制的話，會對河流構成嚴重汙染。且山葵對於地力的消耗是相當大的，只要是收割完山葵的田，為使種植山葵殘留的物質有足夠的時間消去，需要休耕五年才能再種植山葵或其他植物。

## 準備方法

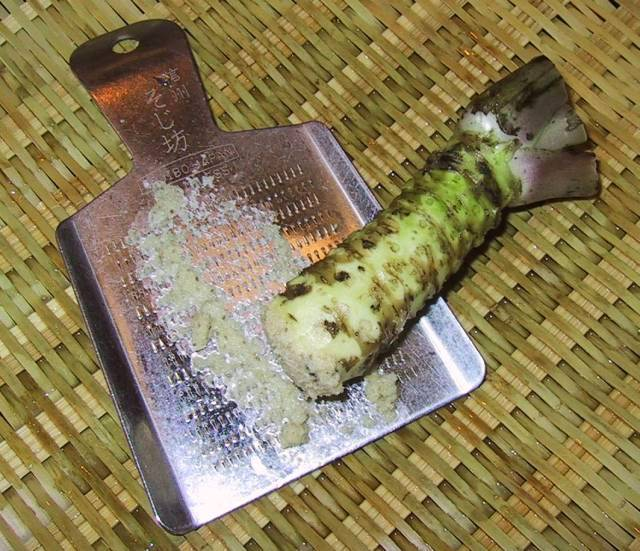
在卸鐵上的山葵

山葵通常用金屬製的卸鐵研磨，但有些人愛用較傳統的工具，如一面光滑一面粗糙的乾鯊魚皮；也有人親手製出有齒的磨來準備山葵。不過新鮮的山葵相當昂貴，許多餐館會寧願使用粉末狀的替代品。

## 外部連結
- わさび研究所 （页面存档备份，存于）
- Wasabi-Fresh from Pacific Farms
- Spice Pages: Wasabi (Wasabia japonica, Japanese horseradish, わさび, 山葵) （页面存档备份，存于）
- http://web.haystack.mit.edu/staff/jball/Wasabi.pdf [永久]
- Wasabi Brothers Mangajin Archives: Wasabi （页面存档备份，存于）
- Eutrema wasabi or Wasabia japonica - Wasabi or Japanese Horseradish （页面存档备份，存于）
- New Crop Development in New Zealand （页面存档备份，存于）
- Wasabi - The Best Accompanist of Sushi
- New Zealand Wasabi Limited: On the culture of wasabi
- The etymology of wasabi （页面存档备份，存于）（日語）
- Wasabi's History（日語）
- Mustard芥末,Horseradish辣根,Wasabi哇沙比 （页面存档备份，存于）（中文）